# Autópálya M76
Die Autópálya M76 ist eine Schnellstraße (Autóút) in Ungarn. Sie ist dazu konzipiert, eine wichtige Verbindung in Westungarn, insbesondere im Komitat Zala, herzustellen. Ihr primäres Ziel ist es, die Komitatshauptstadt Zalaegerszeg und die dort ansässige ZalaZONE-Teststrecke für autonome Fahrzeuge an das nationale Autobahnnetz anzubinden und die Erreichbarkeit der Region um den Plattensee und darüber hinaus zu verbessern.

## Streckenfreigabe
| Abschnitt                                   | Länge   | Status           |
| ------------------------------------------- | ------- | ---------------- |
| Komitat Somogy, Hollád – Balatonszentgyörgy | 5,6 km  | 22. Oktober 2020 |
| Balatonszentgyörgy – Fenékpuszta            | 2,95 km | 4. März 2022     |

## Geschichte
Die Planungen für eine moderne Schnellstraßenverbindung nach Zalaegerszeg reichen länger zurück, wurden jedoch in den 2010er-Jahren konkreter, insbesondere mit der Entwicklung der ZalaZONE-Teststrecke für autonome Fahrzeuge. Die Notwendigkeit einer leistungsfähigen Anbindung von Zalaegerszeg, einer der sieben ungarischen Komitatshauptstädte ohne direkten Autobahnanschluss, trieb das Projekt voran. Die ersten konkreten Bauabschnitte begannen in den späten 2010er-Jahren.

## Verlauf
Die M76 beginnt im Osten am Autobahnkreuz mit der Autópálya M7 bei Hollád / Balatonszentgyörgy. Von diesem Punkt aus verläuft sie in westlicher Richtung durch das Komitat Zala. Ihr geplanter Endpunkt ist die Stadt Zalaegerszeg, mit einer weiteren geplanten Fortsetzung bis zur M8 (bei Körmend). Sie führt durch die Komitate Somogy, Zala und Vas.

## Länge
Der erste 5,6 km lange Abschnitt der M76 wurde am 22. Oktober 2020 eröffnet.
Die Gesamtlänge der bereits fertiggestellten Abschnitte beträgt 8,6 km.
Die geplante Gesamtlänge der M76 bis Körmend beträgt 43,4 km plus weitere 28 km. Dies bedeutet eine geplante Streckenlänge von etwa 71,4 km bis Körmend.
Abschnitte und Fertigstellung
Die M76 wurde in mehreren Phasen gebaut und eröffnet:
Hollád (Anschluss M7) – Balatonszentgyörgy: Dieser 5,6 km lange Abschnitt wurde am 22. Oktober 2020 für den Verkehr freigegeben.
Balatonszentgyörgy – Fenékpuszta: Dieser Abschnitt, etwa 2,95 km lang, wurde am 4. März 2022 eröffnet.

## Aktueller Status und weitere Planungen
Die Fortsetzung des Baus der M76, insbesondere der Abschnitt bis Zalaegerszeg, war in jüngster Zeit von Unsicherheiten und Änderungen betroffen.
Im Februar 2022 wurde die Ausschreibung für den 44 km langen Abschnitt zwischen Zalaegerszeg und Fenékpuszta eingeleitet, jedoch im Juni 2022 aufgrund eines Investitionsstopps zurückgezogen.
Die ungarische Regierung hat die Fortführung des M76-Projekts mehrfach neu bewertet. Im Mai 2024 gab es Berichte, dass der Bau der M76 vorübergehend eingestellt wurde. Jüngere Meldungen (Juni 2025) deuten jedoch darauf hin, dass die Planung für eine Verlängerung von Fenékpuszta nach Keszthely (ca. 7 km) fortgesetzt wird. Es wird zudem erwogen, ob Zalaegerszeg stattdessen über einen Ausbau der Hauptstraße 74 über Nagykanizsa an die M7 (Ungarn) angebunden wird, anstatt die M76 direkt bis dorthin zu bauen.
Die Weiterführung von Zalaegerszeg bis Körmend (ca. 28 km), die an die M80 und M86 anschließen würde, befand sich 2019 in der Planungsphase.

## Bedeutung
Die M76 ist von großer strategischer Bedeutung für die Region Zala. Sie soll die Anbindung von Zalaegerszeg, einer der sieben ungarischen Komitatshauptstädte ohne direkten Autobahnanschluss, an das überregionale Straßennetz verbessern. Insbesondere ist sie als direkte Verbindung zur ZalaZONE, einem Testfeld für autonome Fahrzeuge, konzipiert. Dies soll die wirtschaftliche Entwicklung der Region fördern und eine schnellere Anbindung in Richtung Plattensee, Budapest und auch zur österreichischen/deutschen Grenze ermöglichen.

## Maut
Bereits in Betrieb befindliche Abschnitte der M76 sind mautpflichtig. Der Abschnitt zwischen dem M7-Autobahnknotenpunkt und Balatonszentgyörgy wurde ab dem 1. Januar 2020 mautpflichtig. Die Strecke zwischen Balatonszentgyörgy und Keszthely-Fenékpuszta ist seit dem 1. Januar 2022 mautpflichtig.